# Лазе при Костелу
Лазе при Костелу (словен. Laze pri Kostelu) су насељено место у општини Костел, регија Југоисточна Словенија, Словенија.

## Историја
До територијалне реорганизације у Словенији биле су у саставу старе општине Кочевје.

## Становништво
У попису становништва из 2011. године, Лазе при Костелу су имале 13 становника.
| Број становника према пописима | Број становника према пописима | Број становника према пописима |
| ------------------------------ | ------------------------------ | ------------------------------ |
| 1991                           | 2002                           | 2011                           |
| 7                              | 13                             | 13                             |

Напомена: До 1955. исказивано под именом Лазе. Године 1953. повећано за насеље Ограја, које је укинуто.